# Jochen Kubin
Jochen Kubin (* 14. September 1935 in Danzig; † 14. August 1997) war ein deutscher Bauingenieur und Hochschullehrer für Baubetriebslehre.

## Leben
Jochen Kubin studierte Bauingenieurwesen an der Technischen Universität Braunschweig, wo er 1957 Mitglied des Corps Frisia wurde. Nach Abschluss des Studiums als Dipl.-Ing. wurde er 1969 zum Dr.-Ing. promoviert. 1978 nahm er einen Ruf als Professor an die Universität Paderborn an, wo er seitdem bis zu seinem Tod im Fachbereich Technischer Umweltschutz Baubetriebswesen lehrte.

## Schriften
- Autobahn und Umland, 1969
- Bautechnische Möglichkeiten zur Abdichtung von Deponien, 1972
- Die anzustrebende Verknüpfung städtischer Straßennetze mit Autobahnen, 1976 (zusammen mit Wilhelm Mecke, Karl-Geert Kuchenbecker)
- Die Fertigungsplanung in Bauunternehmungen, 1982